# Rewbynci
Rewbynci (ukr. Ревбинці) – wieś na Ukrainie, w obwodzie czerkaskim, w rejonie złotonoskim. W 2001 liczyła 853 mieszkańców, wśród których 841 jako ojczysty język wskazało ukraiński, 9 rosyjski, a 3 ormiański.